# Orquídies
Les orquídies (Orchidaceae) són una família de plantes angiospermes de l'ordre de les Asparagals. És la família botànica més extensa en nombre d'espècies, que en conté més de 25.000. Totes les espècies d'orquídies, llevat de les obtingudes artificialment en jardineria, estan protegides per lleis internacionals com a plantes amenaçades.

## Descripció i hàbitat
Són plantes monocotiledònies, el que vol dir que només tenen un únic cotiledó. De distribució cosmopolita, només manquen en els terrenys perpètuament glaçats i en els deserts extrems, però són més abundants i vistoses en zones de clima tropical. La majoria d'orquídies són plantes perennes i epífites.
Algunes espècies, com les dels gèneres Neottia i Corallorhiza, no tenen clorofil·la i són paràsites d'altres plantes. Unes poques espècies són litòfites i creixen sobre roques o en sòls rocosos, com les orquídies del gènere Paphiopedilum. Les orquídies silvestres a Catalunya distribuieixen les llavors amb el vent i creixen als marges dels corriols amb infinitat de colors i formes espectaculars. El 2010 se n'havien identificat vint-i-dues espècies als Països Catalans.

## Flors i llavors
- En general, les flors tenen simetria bilateral, amb tres pètals i tres sèpals; el pètal medial pren una forma allargada i s'anomena label (llavi). El conjunt dels sèpals i els pètals (excepte el label) s'anomenen tèpals.
- El pol·len està unit formant una massa anomenada pol·lini.
- La flor d'algunes orquídies com les del gènere Ophrys, anomenades per això abelleres, imiten la forma de la femella dels insectes pol·linitzadors, els quals en intentar copular amb la flor se'ls enganxa el pol·lini al cap.
- Les llavors acostumen a ser microscòpiques i sense endosperm i només germinen amb l'acompanyament d'un fong simbiòtic o en laboratori.

## Vainilla
La vainilla (Vanilla planifolia) és l'única orquídia conreada per a un altre ús que no sigui l'ornamental. Actualment, Madagascar n'és el principal productor mundial.

## Taxonomia
Aquesta família va ser descrita per primer cop l'any 1789 a l'obra Genera Plantarum pel botànic francès Antoine-Laurent de Jussieu sota el nom Orchideae.

### Gèneres
La família conté 708 gèneres reconeguts:
- Aa Rchb.f.
- Acampe Lindl.
- Acanthophippium Blume
- Achlydosa M.A.Clem. & D.L.Jones
- Acianthera Scheidw.
- Acianthus R.Br.
- Acineta Lindl.
- Acriopsis Reinw. ex Blume
- Acrorchis Dressler
- Adamantinia Van den Berg & C.N.Gonç.
- Adenochilus Hook.f.
- Adenoncos Blume
- Adrorhizon Hook.f.
- Aenhenrya Gopalan
- Aerangis Rchb.f.
- Aeranthes Lindl.
- Aerides Lour.
- Aeridostachya (Hook.f.) Brieger
- Aetheorhyncha Dressler
- Afropectinariella M.Simo & Stévart
- Aganisia Lindl.
- Aglossorrhyncha Schltr.
- Agrostophyllum Blume
- Alamania Lex.
- Alatiliparis Marg. & Szlach.
- Altensteinia Kunth
- Ambrella H.Perrier
- Amesiella Schltr. ex Garay
- Amoana Leopardi & Carnevali
- Anacamptis Rich.
- Anathallis Barb.Rodr.
- Ancistrochilus Rolfe
- Ancistrorhynchus Finet
- Andinia (Luer) Luer
- Angraecopsis Kraenzl.
- Angraecum Bory
- Anguloa Ruiz & Pav.
- Ania Lindl.
- Anoectochilus Blume
- Ansellia Lindl.
- Anthogonium Wall. ex Lindl.
- Apetalanthe Aver. & Vuong
- Aphyllorchis Blume
- Aplectrum (Nutt.) Torr.
- Aporostylis Rupp & Hatch
- Apostasia Blume
- Appendicula Blume
- Aracamunia Carnevali & I.Ramírez
- Arachnis Blume
- Archivea Christenson & Jenny
- Arethusa L.
- Arpophyllum Lex.
- Arthrochilus F.Muell.
- Artorima Dressler & G.E.Pollard
- Arundina Blume
- Ascidieria Seidenf.
- Aspasia Lindl.
- Aspidogyne Garay
- Aulosepalum Garay
- Auxopus Schltr.
- Bambuseria Schuit., Y.P.Ng & H.A.Pedersen
- Barbosella Schltr.
- Barkeria Knowles & Westc.
- Baskervilla Lindl.
- Batemannia Lindl.
- Beclardia A.Rich.
- Beloglottis Schltr.
- Benthamia A.Rich.
- Benzingia Dodson
- Bidoupia Aver., Ormerod & Duy
- Biermannia King & Pantl.
- Bifrenaria Lindl.
- Bipinnula Comm. ex Juss.
- Bletia Ruiz & Pav.
- Bletilla Rchb.f.
- Bogoria J.J.Sm.
- Bolusiella Schltr.
- Bonatea Willd.
- Brachionidium Lindl.
- Brachycorythis Lindl.
- Brachypeza Garay
- Brachystele Schltr.
- Braemia Jenny
- Brassavola R.Br.
- Brassia R.Br.
- Bromheadia Lindl.
- Broughtonia R.Br.
- Brownleea Harv. ex Lindl.
- Bryobium Lindl.
- Buchtienia Schltr.
- Bulbophyllum Thouars
- Burnettia Lindl.
- Caladenia R.Br.
- Calanthe R.Br.
- Caleana R.Br.
- Callostylis Blume
- Calochilus R.Br.
- Calopogon R.Br.
- Caluera Dodson & Determann
- Calymmanthera Schltr.
- Calypso Salisb.
- Calyptrochilum Kraenzl.
- Campanulorchis Brieger
- Campylocentrum Benth.
- Capanemia Barb.Rodr.
- Cardiochilos P.J.Cribb
- Catasetum Rich. ex Kunth
- Cattleya Lindl.
- Caucaea Schltr.
- Caularthron Raf.
- Centroglossa Barb.Rodr.
- Centrostigma Schltr.
- Cephalanthera Rich.
- Ceratandra Lindl.
- Ceratocentron Senghas
- Ceratostylis Blume
- Chamaeanthus Schltr.
- Chamaegastrodia Makino & F.Maek.
- Chamelophyton Garay
- Chamorchis Rich.
- Changnienia S.S.Chien
- Chaubardia Rchb.f.
- Chaubardiella Garay
- Chauliodon Summerh.
- Cheiradenia Lindl.
- Cheirostylis Blume
- Chiloglottis R.Br.
- Chiloschista Lindl.
- Chloraea Lindl.
- Chondrorhyncha Lindl.
- Chondroscaphe (Dressler) Senghas & G.Gerlach
- Chroniochilus J.J.Sm.
- Chrysoglossum Blume
- Chysis Lindl.
- Chytroglossa Rchb.f.
- Cirrhaea Lindl.
- Cischweinfia Dressler & N.H.Williams
- Claderia Hook.f.
- Cleisocentron Brühl
- Cleisomeria Lindl. ex G.Don
- Cleisostoma Blume
- Cleisostomopsis Seidenf.
- Cleistes Rich. ex Lindl.
- Cleistesiopsis Pansarin & F.Barros
- Clematepistephium N.Hallé
- Clowesia Lindl.
- Coccineorchis Schltr.
- Cochleanthes Raf.
- Codonorchis Lindl.
- Coelia Lindl.
- Coeliopsis Rchb.f.
- Coelogyne Lindl.
- Coenoemersa R.González & Lizb.Hern.
- Coilochilus Schltr.
- Collabium Blume
- Comparettia Poepp. & Endl.
- Corallorhiza Gagnebin
- Coryanthes Hook.
- Corybas Salisb.
- Corycium Sw.
- Corymborkis Thouars
- Cottonia Wight
- Cotylolabium Garay
- Cranichis Sw.
- Cremastra Lindl.
- Crepidium Blume
- Crossoglossa Dressler & Dodson
- Crossoliparis Marg.
- Cryptarrhena R.Br.
- Cryptochilus Wall.
- Cryptopus Lindl.
- Cryptostylis R.Br.
- Cuitlauzina Lex.
- Cyanaeorchis Barb.Rodr.
- Cybebus Garay
- Cyclopogon C.Presl
- Cycnoches Lindl.
- Cylindrolobus Blume
- Cymbidium Sw.
- Cymbilabia D.K.Liu & Ming H.Li
- Cymboglossum (J.J.Sm.) Rauschert
- Cynorkis Thouars
- Cypholoron Dodson & Dressler
- Cypripedium L.
- Cyrtochiloides N.H.Williams & M.W.Chase
- Cyrtochilum Kunth
- Cyrtopodium R.Br.
- Cyrtorchis Schltr.
- Cyrtosia Blume
- Cyrtostylis R.Br.
- Cystorchis Blume
- Dactylorhiza Neck. ex Nevski
- Dactylostalix Rchb.f.
- Daiotyla Dressler
- Danhatchia Garay & Christenson
- Danxiaorchis J.W.Zhai, F.W.Xing & Z.J.Liu
- Deceptor Seidenf.
- Degranvillea Determann
- Deiregyne Schltr.
- Dendrobium Sw.
- Dendrolirium Blume
- Dendrophylax Rchb.f.
- Devogelia Schuit.
- Diaphananthe Schltr.
- Diceratostele Summerh.
- Dichaea Lindl.
- Dichromanthus Garay
- Didymoplexiella Garay
- Didymoplexiopsis Seidenf.
- Didymoplexis Griff.
- Dienia Lindl.
- Diglyphosa Blume
- Dilochia Lindl.
- Dilochiopsis (Hook.f.) Brieger
- Dilomilis Raf.
- Dimerandra Schltr.
- Dimorphorchis Rolfe
- Dinema Lindl.
- Dinklageella Mansf.
- Diodonopsis Pridgeon & M.W.Chase
- Diplocentrum Lindl.
- Diplomeris D.Don
- Diploprora Hook.f.
- Dipodium R.Br.
- Disa P.J.Bergius
- Discyphus Schltr.
- Disperis Sw.
- Diuris Sm.
- Domingoa Schltr.
- Dossinia C.Morren
- Dracomonticola H.P.Linder & Kurzweil
- Draconanthes (Luer) Luer
- Dracula Luer
- Drakaea Lindl.
- Dresslerella Luer
- Dressleria Dodson
- Dryadella Luer
- Dryadorchis Schltr.
- Drymoanthus Nicholls
- Duckeella Porto & Brade
- Dunstervillea Garay
- Dyakia Christenson
- Earina Lindl.
- Echinorhyncha Dressler
- Echinosepala Pridgeon & M.W.Chase
- Eclecticus P.O'Byrne
- Eggelingia Summerh.
- Eleorchis F.Maek.
- Elleanthus C.Presl
- Eloyella P.Ortiz
- Eltroplectris Raf.
- Embreea Dodson
- Encyclia Hook.
- Ephippianthus Rchb.f.
- Epiblastus Schltr.
- Epiblema R.Br.
- Epidendrum L.
- Epipactis Zinn
- Epipogium Borkh.
- Epistephium Kunth
- Erasanthe P.J.Cribb, Hermans & D.L.Roberts
- Eria Lindl.
- Eriaxis Rchb.f.
- Eriochilus R.Br.
- Eriodes Rolfe
- Eriopsis Lindl.
- Erycina Lindl.
- Erythrodes Blume
- Erythrorchis Blume
- Espinhassoa Salazar & J.A.N.Bat.
- Eulophia R.Br.
- Euryblema Dressler
- Eurycentrum Schltr.
- Eurychone Schltr.
- Eurystyles Wawra
- Evotella Kurzweil & H.P.Linder
- Fernandezia Ruiz & Pav.
- Frondaria Luer
- Fuertesiella Schltr.
- Funkiella Schltr.
- Galeandra Lindl.
- Galearis Raf.
- Galeoglossum A.Rich. & Galeotti
- Galeola Lour.
- Galeottia A.Rich.
- Galeottiella Schltr.
- Gastrochilus D.Don
- Gastrodia R.Br.
- Gavilea Poepp.
- Gennaria Parl.
- Genoplesium R.Br.
- Glomera Blume
- Gomesa R.Br.
- Gomphichis Lindl.
- Gonatostylis Schltr.
- Gongora Ruiz & Pav.
- Goodyera R.Br.
- Govenia Lindl.
- Grammangis Rchb.f.
- Grammatophyllum Blume
- Grandiphyllum Docha Neto
- Graphorkis Thouars
- Gravendeelia Bogarín & Karremans
- Greenwoodiella Salazar, Hern.-López & J.Sharma
- Grobya Lindl.
- Grosourdya Rchb.f.
- Guanchezia G.A.Romero & Carnevali
- Guarianthe Dressler & W.E.Higgins
- Gunnarella Senghas
- Gymnadenia R.Br.
- Habenaria Willd.
- Hagsatera R.González
- Halleorchis Szlach. & Olszewski
- Hammarbya Kuntze
- Hancockia Rolfe
- Hapalorchis Schltr.
- Hederorkis Thouars
- Helleriella A.D.Hawkes
- Helonoma Garay
- Hemipilia Lindl.
- Herminium L.
- Herpysma Lindl.
- Hetaeria Blume
- Himantoglossum Spreng.
- Hintonella Ames
- Hippeophyllum Schltr.
- Hoehneella Ruschi
- Hofmeisterella Rchb.f.
- Holcoglossum Schltr.
- Holothrix Rich. ex Lindl.
- Homalopetalum Rolfe
- Horichia Jenny
- Horvatia Garay
- Houlletia Brongn.
- Hsenhsua X.H.Jin, Schuit. & W.T.Jin
- Huntleya Bateman ex Lindl.
- Huttonaea Harv.
- Hylophila Lindl.
- Hymenorchis Schltr.
- Ida A.Ryan & Oakeley
- Imerinaea Schltr.
- Ionopsis Kunth
- Ipsea Lindl.
- Isabelia Barb.Rodr.
- Isochilus R.Br.
- Isotria Raf.
- Ixyophora Dressler
- Jacquiniella Schltr.
- Jejewoodia Szlach.
- Jumellea Schltr.
- Kefersteinia Rchb.f.
- Kegeliella Mansf.
- Kionophyton Garay
- Kipandiorchis P.O'Byrne & Gokusing
- Koellensteinia Rchb.f.
- Kreodanthus Garay
- Kylicanthe Descourv., Stévart & Droissart
- Lacaena Lindl.
- Laelia Lindl.
- Lankesterella Ames
- Lecanorchis Blume
- Lemurella Schltr.
- Lemurorchis Kraenzl.
- Leochilus Knowles & Westc.
- Lepanthes Sw.
- Lepanthopsis (Cogn.) Ames
- Lepidogyne Blume
- Leporella A.S.George
- Leptoceras (R.Br.) Lindl.
- Leptotes Lindl.
- Limodorum Boehm.
- Liparis Rich.
- Listrostachys Rchb.f.
- Lockhartia Hook.
- Loefgrenianthus Hoehne
- Ludisia A.Rich.
- Lueckelia Jenny
- Lueddemannia Linden & Rchb.f.
- Luisia Gaudich.
- Lycaste Lindl.
- Lycomormium Rchb.f.
- Lyperanthus R.Br.
- Lyroglossa Schltr.
- Macodes Lindl.
- Macradenia R.Br.
- Macroclinium Barb.Rodr.
- Macropodanthus L.O.Williams
- Madisonia Luer
- Malaxis Sol. ex Sw.
- Manniella Rchb.f.
- Masdevallia Ruiz & Pav.
- Maxillaria Ruiz & Pav.
- Mediocalcar J.J.Sm.
- Megalorchis H.Perrier
- Megastylis (Schltr.) Schltr.
- Meiracyllium Rchb.f.
- Mesadenella Pabst & Garay
- Mesadenus Schltr.
- Mexipedium V.A.Albert & M.W.Chase
- Microchilus C.Presl
- Microcoelia Lindl.
- Microepidendrum Brieger ex W.E.Higgins
- Micropera Lindl.
- Microsaccus Blume
- Microthelys Garay
- Microtis R.Br.
- Miltonia Lindl.
- Miltoniopsis God.-Leb.
- Mobilabium Rupp
- Monophyllorchis Schltr.
- Mormodes Lindl.
- Muscarella Luer
- Mycaranthes Blume
- Myoxanthus Poepp. & Endl.
- Myrmecophila Rolfe
- Myrosmodes Rchb.f.
- Mystacidium Lindl.
- Nemaconia Knowles & Westc.
- Neobathiea Schltr.
- Neobolusia Schltr.
- Neocogniauxia Schltr.
- Neogardneria Schltr. ex Garay
- Neomoorea Rolfe
- Neotinea Rchb.f.
- Neottia Guett.
- Nephelaphyllum Blume
- Nephrangis (Schltr.) Summerh.
- Nervilia Comm. ex Gaudich.
- Neuwiedia Blume
- Nidema Britton & Millsp.
- Nohawilliamsia M.W.Chase & Whitten
- Nothostele Garay
- Notylia Lindl.
- Notyliopsis P.Ortiz
- Oberonia Lindl.
- Oberonioides Szlach.
- Octarrhena Thwaites
- Octomeria R.Br.
- Odontochilus Blume
- Odontorrhynchus M.N.Correa
- Oeonia Lindl.
- Oeoniella Schltr.
- Oestlundia W.E.Higgins
- Oligophyton H.P.Linder
- Oliveriana Rchb.f.
- Omoea Blume
- Oncidium Sw.
- Ophidion Luer
- Ophioglossella Schuit. & Ormerod
- Ophrys L.
- Opilionanthe Karremans & Bogarín
- Orchipedum Breda
- Orchis Tourn. ex L.
- Oreorchis Lindl.
- Orestias Ridl.
- Orleanesia Barb.Rodr.
- Ornithocephalus Hook.
- Orthoceras R.Br.
- Otoglossum (Schltr.) Garay & Dunst.
- Otostylis Schltr.
- Oxystophyllum Blume
- Pabstia Garay
- Pabstiella Brieger & Senghas
- Pachites Lindl.
- Pachyplectron Schltr.
- Pachystoma Blume
- Palmorchis Barb.Rodr.
- Paphinia Lindl.
- Paphiopedilum Pfitzer
- Papilionanthe Schltr.
- Papuaea Schltr.
- Paradisanthus Rchb.f.
- Paraphalaenopsis A.D.Hawkes
- Pecteilis Raf.
- Pelatantheria Ridl.
- Pelexia Poit. ex Lindl.
- Pendusalpinx Karremans & Mel.Fernández
- Pennilabium J.J.Sm.
- Peristeranthus T.E.Hunt
- Peristeria Hook.
- Peristylus Blume
- Pescatoria Rchb.f.
- Phalaenopsis Blume
- Pheladenia D.L.Jones & M.A.Clem.
- Phloeophila Hoehne & Schltr.
- Phragmipedium Rolfe
- Phragmorchis L.O.Williams
- Phreatia Lindl.
- Phymatidium Lindl.
- Physogyne Garay
- Pilophyllum Schltr.
- Pinalia Lindl.
- Platanthera Rich.
- Platycoryne Rchb.f.
- Platylepis A.Rich.
- Platyrhiza Barb.Rodr.
- Platystele Schltr.
- Plectorrhiza Dockrill
- Plectrelminthus Raf.
- Plectrophora H.Focke
- Pleione D.Don
- Pleurothallis R.Br.
- Pleurothallopsis Porto & Brade
- Plocoglottis Blume
- Poaephyllum Ridl.
- Podangis Schltr.
- Podochilus Blume
- Pogonia Juss.
- Pogoniopsis Rchb.f.
- Polycycnis Rchb.f.
- Polyotidium Garay
- Polystachya Hook.
- Pomatocalpa Breda
- Ponera Lindl.
- Ponthieva R.Br.
- Porpax Lindl.
- Porphyroglottis Ridl.
- Porphyrostachys Rchb.f.
- Porroglossum Schltr.
- Porrorhachis Garay
- Praecoxanthus Hopper & A.P.Br.
- Prasophyllum R.Br.
- Prescottia Lindl.
- Pridgeonia Pupulin
- Promenaea Lindl.
- Prosthechea Knowles & Westc.
- Pseuderia Schltr.
- Pseudocentrum Lindl.
- Pseudogoodyera Schltr.
- Pseudolaelia Porto & Brade
- Pseudorchis Ség.
- Pseudovanilla Garay
- Psilochilus Barb.Rodr.
- Psychilis Raf.
- Psychopsiella Lückel & Braem
- Psychopsis Raf.
- Pterichis Lindl.
- Pteroceras Hasselt ex Hassk.
- Pteroglossa Schltr.
- Pterostemma Kraenzl.
- Pterostylis R.Br.
- Pterygodium Sw.
- Pupulinia Karremans & Bogarín
- Pygmaeorchis Brade
- Pyrorchis D.L.Jones & M.A.Clem.
- Quechua Salazar & L.Jost
- Quekettia Lindl.
- Quisqueya Dod
- Rangaeris (Schltr.) Summerh.
- Rauhiella Pabst & Braga
- Renanthera Lour.
- Restrepia Kunth
- Restrepiella Garay & Dunst.
- Rhinerrhiza Rupp
- Rhipidoglossum Schltr.
- Rhizanthella R.S.Rogers
- Rhomboda Lindl.
- Rhynchogyna Seidenf. & Garay
- Rhyncholaelia Schltr.
- Rhynchostele Rchb.f.
- Rhynchostylis Blume
- Ridleyella Schltr.
- Rimacola Rupp
- Risleya King & Pantl.
- Robiquetia Gaudich.
- Rodriguezia Ruiz & Pav.
- Roeperocharis Rchb.f.
- Rossioglossum (Schltr.) Garay & G.C.Kenn.
- Rudolfiella Hoehne
- Saccolabiopsis J.J.Sm.
- Saccolabium Blume
- Sacoila Raf.
- Sanderella Kuntze
- Santotomasia Ormerod
- Sarcanthopsis Garay
- Sarcochilus R.Br.
- Sarcoglottis C.Presl
- Sarcoglyphis Garay
- Sarcophyton Garay
- Satyrium Sw.
- Saundersia Rchb.f.
- Sauroglossum Lindl.
- Scaphosepalum Pfitzer
- Scaphyglottis Poepp. & Endl.
- Schiedeella Schltr.
- Schizochilus Sond.
- Schlimia Planch. & Linden
- Schoenorchis Reinw. ex Blume
- Schuitemania Ormerod
- Schunkea Senghas
- Scuticaria Lindl.
- Seegeriella Senghas
- Seidenfadenia Garay
- Selenipedium Rchb.f.
- Serapias L.
- Sertifera Lindl. ex Rchb.f.
- Sievekingia Rchb.f.
- Silvorchis J.J.Sm.
- Sirhookera Kuntze
- Sirindhornia H.A.Pedersen & Suksathan
- Skeptrostachys Garay
- Smithsonia C.J.Saldanha
- Smitinandia Holttum
- Sobennikoffia Schltr.
- Sobralia Ruiz & Pav.
- Solenangis Schltr.
- Solenidium Lindl.
- Solenocentrum Schltr.
- Soterosanthus F.Lehm. ex Jenny
- Sotoa Salazar
- Spathoglottis Blume
- Specklinia Lindl.
- Sphyrarhynchus Mansf.
- Spiculaea Lindl.
- Spiranthes Rich.
- Stalkya Garay
- Stanhopea J.Frost ex Hook.
- Stelis Sw.
- Stellamaris Mel.Fernández & Bogarín
- Stenia Lindl.
- Stenoglottis Lindl.
- Stenoptera C.Presl
- Stenorrhynchos Rich. ex Spreng.
- Stenotyla Dressler
- Stephanothelys Garay
- Stereochilus Lindl.
- Stereosandra Blume
- Steveniella Schltr.
- Stichorkis Thouars
- Stigmatodactylus Maxim. ex Makino
- Strongyleria (Pfitzer) Schuit., Y.P.Ng & H.A.Pedersen
- Suarezia Dodson
- Summerhayesia P.J.Cribb
- Sutrina Lindl.
- Svenkoeltzia Burns-Bal.
- Systeloglossum Schltr.
- Taeniophyllum Blume
- Taeniorrhiza Summerh.
- Tainia Blume
- Tamayorkis Szlach.
- Taprobanea Christenson
- Teagueia (Luer) Luer
- Telipogon Kunth
- Tetramicra Lindl.
- Teuscheria Garay
- Thaia Seidenf.
- Thecopus Seidenf.
- Thecostele Rchb.f.
- Thelasis Blume
- Thelymitra J.R.Forst. & G.Forst.
- Thelyschista Garay
- Thrixspermum Lour.
- Thulinia P.J.Cribb
- Thunia Rchb.f.
- Thuniopsis L.Li, D.P.Ye & Shi J.Li
- Thysanoglossa Porto & Brade
- Tipularia Nutt.
- Tolumnia Raf.
- Tomzanonia Nir
- Townsonia Cheeseman
- Trachoma Garay
- Traunsteinera Rchb.
- Trevoria F.Lehm.
- Triceratorhynchus Summerh.
- Trichocentrum Poepp. & Endl.
- Trichoceros Kunth
- Trichoglottis Blume
- Trichopilia Lindl.
- Trichosalpinx Luer
- Trichotosia Blume
- Tridactyle Schltr.
- Triphora Nutt.
- Trisetella Luer
- Trizeuxis Lindl.
- Tropidia Lindl.
- Tsaiorchis Tang & F.T.Wang
- Tuberolabium Yamam.
- Tylostigma Schltr.
- Uleiorchis Hoehne
- Uncifera Lindl.
- Vanda R.Br.
- Vandopsis Pfitzer
- Vanilla Plum. ex Mill.
- Vargasiella C.Schweinf.
- Vasqueziella Dodson
- Veyretella Szlach. & Olszewski
- Veyretia Szlach.
- Vitekorchis Romowicz & Szlach.
- Vrydagzynea Blume
- Waireia D.L.Jones, Molloy & M.A.Clem.
- Warczewiczella Rchb.f.
- Warmingia Rchb.f.
- Warrea Lindl.
- Warreella Schltr.
- Warreopsis Garay
- Wullschlaegelia Rchb.f.
- Xerorchis Schltr.
- Xylobium Lindl.
- Yoania Maxim.
- Ypsilopus Summerh.
- Zelenkoa M.W.Chase & N.H.Williams
- Zeuxine Lindl.
- Zootrophion Luer
- Zygopetalum Hook.
- Zygosepalum (Rchb.f.) Rchb.f.
- Zygostates Lindl.

### Híbrids
Se n'han descrit els següents híbrids:
- × Anacamptiplatanthera P.Fourn.
- × Anacamptorchis E.G.Camus
- × Bensteinia Christenson
- × Brassocattleya Rolfe
- × Calassodia M.A.Clem.
- × Cattlianthe J.M.H.Shaw
- × Catyclia J.M.H.Shaw
- × Cephalopactis Asch. & Graebn.
- × Cephalorchis F.M.Vázquez
- × Cochlezella J.M.H.Shaw
- × Cyanthera Hopper & A.P.Br.
- × Dactylanthera P.F.Hunt & Summerh.
- × Dactylocamptis P.F.Hunt & Summerh.
- × Dactylodenia Garay & H.R.Sweet
- × Gymnanacamptis Asch. & Graebn.
- × Gymnotraunsteinera Cif. & Giacom.
- × Gymplatanthera L.C.Lamb.
- × Laeliocattleya Rolfe
- × Lycamerlycaste J.M.H.Shaw
- × Lycida Oakeley
- × Miltonidium Anon.
- × Myrmecolaelia F.Hanb. ex Rolfe
- × Neotinacamptis J.M.H.Shaw
- × Neotinarhiza J.M.H.Shaw
- × Orchidactylorhiza Soó & Borsos
- × Orchigymnadenia E.G.Camus
- × Orchimantoglossum Asch. & Graebn.
- × Orchinea J.M.H.Shaw
- × Orchiplatanthera E.G.Camus
- × Pseudadenia P.F.Hunt
- × Pseudinium P.F.Hunt
- × Pseudorhiza P.F.Hunt
- × Psytonia J.M.H.Shaw
- × Serapicamptis Godfery
- × Serapirhiza Potucek

## Cultiu

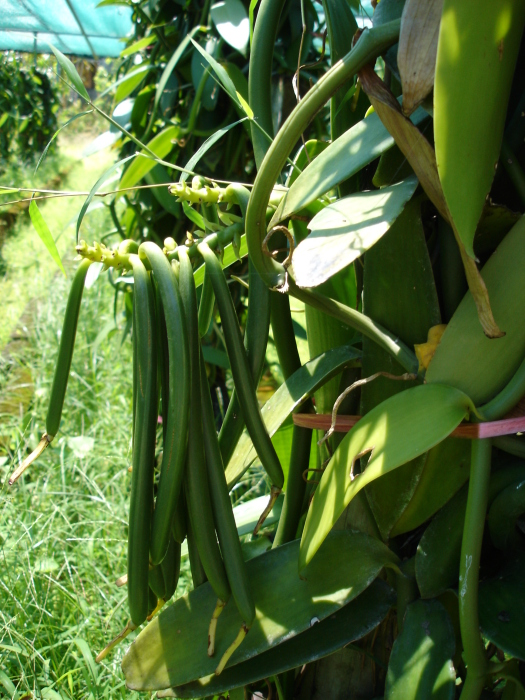
Beines de vainilla.

La majoria d'orquídies necessiten llum, tot i que cal evitar raigs directes. Al cultiu interior, el millor lloc és a prop de les finestres, per a garantir la filtració de la llum. Bones condicions de llum són imprescindibles per a la vida i el creixement de les orquídies. La insuficiència de llum pot provocar la falta de floració, poc creixement, fulles de color verd fosc o debilitat.
Cal aigua blana, baixa en minerals, calci, sodi… Es recomana regar-les amb aigua embotellada o aigua filtrada. A l'estiu, si l'ambient és sec, cal polvoritzar les arrels cada un o dos dies i submergir la torreta cinc minuts un cop per setmana.
A l'hivern, si l'ambient és més humit, cal polvoritzar-la cada dos tres dies i submergir-la cinc minuts un cop cada dues setmanes. En tot moment cal evitar que l'aigua quedi entollada en el substrat.
En general, els calen temperatures càlides o temperades, de 10º a30º. Quan la temperatura puja, cal augmentar el nivell d'humitat, per evitar-ne la deshidratació.